# Романенко, Владимир Владимирович
Владимир Владимирович Романенко (род. 6 апреля 1985, Минск) — белорусский и американский шахматист, гроссмейстер (2011), тренер. С шахматами познакомился в восьмилетнем возрасте. Закончил Белорусский национальный университет. Победитель Manhattan Open (2011). Учил детей шахматам в The Speyer Legacy School. Автор книг Mastering Chess Sight 1 — 5, вышедших в 2017 году. Живёт в Нью-Йорке.

## Таблица результатов
| Год  | Город    | Турнир                               | + | − | = | Результат | Место       |
| ---- | -------- | ------------------------------------ | - | - | - | --------- | ----------- |
| 2007 | Минск    | Инавтомаркет Опен                    | 5 | 1 | 3 | 6½ из 9   | [ 5 ]       |
| 2008 | Минск    | Чемпионат Белоруссии                 | 2 | 2 | 9 | 6½ из 13  | 8—10        |
| 2009 | Минск    | Чемпионат Белоруссии                 | 3 | 0 | 6 | 6 из 9    | 2—3         |
| 2011 | Нью-Йорк | «2011 Manhattan Open — Open Section» | 5 | 0 | 4 | 7 из 9    | [ 7 ] [ 8 ] |

## Изменения рейтинга
| Графики недоступны из-за технических проблем. См. информацию на Фабрикаторе и на mediawiki.org. |

## Книги
- Mastering Chess Sight 1, Primedia eLaunch LLC, 2017, 359 с., ISBN 978-1-64007-420-0